# Lince (costellazione)
La Lince (in latino Lynx, abbreviato in Lyn) è una delle 88 costellazioni moderne. Si tratta di una debole costellazione settentrionale introdotta nel XVII secolo dall'astronomo polacco Johannes Hevelius. Hevelius gli diede tale nome in quanto riteneva che occorressero gli occhi di una lince per vederla.

## Caratteristiche

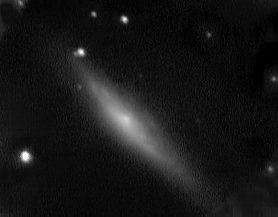
NGC 2683, una galassia di facile osservazione nel sud della costellazione.

La Lince occupa una regione di cielo ad est dell'Auriga particolarmente oscura e priva di stelle appariscenti, esattamente come la vicina costellazione della Giraffa; la sua individuazione è così possibile solo sotto un cielo buio e non inquinato. L'unica stella appariscente è la α Lyncis, di magnitudine 3,1, che però si trova sul bordo sudorientale della costellazione, ai confini con il Cancro e col Leone; le restanti sono di quarta e quinta grandezza.
Il periodo più propizio per la sua osservazione nel cielo serale è compreso fra i mesi di novembre e maggio; dall'emisfero nord è ben osservabile e si presenta allo zenit nelle notti del tardo inverno da tutta la fascia temperata, da cui si presenta pure in parte circumpolare. Dall'emisfero australe la sua visione è assai penalizzata e per poter essere osservata completamente occorre trovarsi alle latitudini tropicali.

### Stelle principali
- α Lyncis (Elvashak) è una gigante arancione di magnitudine 3,14, distante 222 anni luce; mostra delle leggere oscillazioni della sua luminosità.
- 38 Lyncis è una stella bianca di sequenza principale di magnitudine 3,82, distante 122 anni luce.
- 10 Ursae Majoris riporta una nomenclatura appartenente a un'altra costellazione, sebbene ricada nei confini della Lince; si tratta di una nana gialla di magnitudine 3,96, distante 54 anni luce.

### Stelle doppie
Alcune stelle doppie della costellazione sono risolvibili anche con piccoli strumenti amatoriali.
- 19 Lyncis è una delle coppie più aperte, in cui le due componenti, una di quinta e una di sesta magnitudine, sono separate da 15".
- 20 Lyncis possiede la stessa separazione fra le componenti, che però sono di settima magnitudine.
- 12 Lyncis è un sistema multiplo composto da due stelle di quinta magnitudine separate da poco più di un secondo d'arco, entrambe bianche, a cui se ne aggiunge una terza di colore arancione e di settima grandezza, più distaccata.
- HD 82780 è una stella di magnitudine 7,0 che possiede una compagna di ottava, HD 82767, separata da circa 25", dunque anche alla portata di piccoli strumenti.

| Principali stelle doppie |                                          |                                          |             |             |                                 |        |
| Nome                     | Coordinate equatoriali all'epoca J2000.0 | Coordinate equatoriali all'epoca J2000.0 | Magnitudine | Magnitudine | Separazione (in secondi d'arco) | Colore |
| Nome                     | AR                                       | Dec                                      | A           | B           | Separazione (in secondi d'arco) | Colore |
| 12 Lyncis AB             | 06h 46m 14s                              | +59° 26′ 30″                             | 5,37        | 5,95        | 1,7                             | b + b  |
| 12 Lyncis AB-C           | 06h 46m 14s                              | +59° 26′ 30″                             | 4,87        | 7,1         | 8,7                             | b + ar |
| HD 48767/66              | 06h 48m 13s                              | +55° 42′ 16″                             | 6,28        | 6,33        | 4,7                             | g + g  |
| HD 52859                 | 07h 05m 40s                              | +52° 45′ 30″                             | 6,8         | 7,0         | 4,2                             | b + b  |
| 20 Lyncis                | 07h 22m 14s                              | +50° 08′ 52″                             | 7,6         | 7,7         | 15,0                            | g + g  |
| 19 Lyncis                | 07h 22m 52s                              | +55° 16′ 53″                             | 5,45        | 6,53        | 15,1                            | b + b  |
| HD 75353                 | 08h 50m 44s                              | +35° 04′ 15″                             | 7,4         | 7,5         | 3,7                             | g + g  |
| HD 82780/67              | 09h 35m 22s                              | +39° 57′ 48″                             | 7,0         | 8,4         | 24,9                            | g + g  |

### Stelle variabili
La Lince contiene alcune stelle variabili di facile osservazione, ad occhio nudo o con un binocolo.
Fra le Mireidi le più brillanti sono R Lyncis e W Lyncis, entrambe di settima magnitudine in fase di massima, mentre al minimo scendono alla quattordicesima grandezza, sebbene con periodi diversi; entrambe sono osservabili in fase di massima con un binocolo.
RR Lyncis è una variabile a eclisse visibile anche ad occhio nudo, le cui oscillazioni sono apprezzabili anche senza l'ausilio di strumenti; in circa 10 giorni la stella varia dalla magnitudine 5,5 alla 6,0.
| Principali stelle variabili |                                          |                                          |             |             |                  |                       |
| Nome                        | Coordinate equatoriali all'epoca J2000.0 | Coordinate equatoriali all'epoca J2000.0 | Magnitudine | Magnitudine | Periodo (giorni) | Tipo                  |
| Nome                        | AR                                       | Dec                                      | Max.        | Min.        | Periodo (giorni) | Tipo                  |
| R Lyncis                    | 07h 01m 18s                              | +55° 19′ 50″                             | 7,2         | 14,3        | 378,75           | Mireide               |
| W Lyncis                    | 08h 16m 47s                              | +40° 07′ 53″                             | 7,5         | 14,0        | 295,2            | Mireide               |
| Y Lyncis                    | 07h 28m 12s                              | +45° 59′ 26″                             | 7,8         | 10,3        | 110:             | Semiregolare pulsante |
| RR Lyncis                   | 06h 26m 26s                              | +56° 17′ 06″                             | 5,52        | 6,03        | 9,9451           | Eclisse               |
| SV Lyncis                   | 08h 03m 40s                              | +36° 20′ 42″                             | 6,40        | 8,10        | 9,9451           | Semiregolare          |
| UX Lyncis                   | 09h 03m 47s                              | +38° 44′ 32″                             | 6,60        | 6,78        | -                | Semiregolare          |

## Oggetti del profondo cielo
La Lince contiene pochi oggetti brillanti; un oggetto del profondo cielo degno di nota è il Vagabondo intergalattico, NGC 2419, il più distante ammasso globulare conosciuto appartenente alla Via Lattea. Si sta muovendo ad una velocità superiore alla velocità di fuga a quella distanza, ma nonostante ciò sembra essere in orbita attorno alla Via Lattea, e perciò si pensa che non stia sfuggendo alla galassia.
Fra le galassie, la più brillante è NGC 2683 sul confine con il Cancro: si tratta di una galassia spirale vista quasi perfettamente di taglio, visibile anche con un piccolo strumento amatoriale sotto un cielo buio.
| Principali oggetti non stellari |                                          |                                          |                   |             |                                        |              |
| Nome                            | Coordinate equatoriali all'epoca J2000.0 | Coordinate equatoriali all'epoca J2000.0 | Tipo              | Magnitudine | Dimensioni apparenti (in primi d'arco) | Nome proprio |
| Nome                            | AR                                       | Dec                                      | Tipo              | Magnitudine | Dimensioni apparenti (in primi d'arco) | Nome proprio |
| NGC 2337                        | 07h 10m 13.6s                            | +44° 27′ 26″                             | Galassia          | 12,95       | 2,2 x 1,7                              |              |
| NGC 2419                        | 07h 38m 08s                              | +38° 52′ 53″                             | Ammasso globulare | 10,3        | 4,1                                    |              |
| NGC 2549                        | 08h 18m 58s                              | +57° 48′ 10″                             | Galassia          | 11,2        | 3,9 x 1,3                              |              |
| NGC 2683                        | 08h 52m 42s                              | +33° 25′ 20″                             | Galassia          | 9,6         | 9,3 x 2,2                              | Galassia UFO |

## Sistemi planetari
La costellazione contiene alcuni sistemi planetari noti, in cui è conosciuto un solo pianeta. Tre di questi sono dei pianeti transienti, catalogati come XO-2b, XO-4b e XO-5b. Fra gli altri, vi è la 6 Lyncis b, un gigante gassoso con una massa minima pari a oltre due volte quella di Giove e una distanza media dalla sua stella di circa 2 UA, su un'orbita molto eccentrica.
| Sistemi planetari |                                          |                                          |             |                      |                              |
| Nome del sistema  | Coordinate equatoriali all'epoca J2000.0 | Coordinate equatoriali all'epoca J2000.0 | Magnitudine | Tipo di stella       | Numero di pianeti confermati |
| Nome del sistema  | AR                                       | Dec                                      | Magnitudine | Tipo di stella       | Numero di pianeti confermati |
| 6 Lyncis          | 06h 30m 47s                              | +58° 09′ 48″                             | 5,86        | Subgigante arancione | 1 (b)                        |
| XO-4              | 07h 21m 33s                              | +58° 16′ 05″                             | 10,70       | Nana gialla          | 1 (b)                        |
| XO-5              | 07h 46m 52s                              | +39° 05′ 41″                             | 12,13       | Nana gialla          | 1 (b)                        |
| XO-2              | 07h 48m 07s                              | +50° 13′ 33″                             | 11,18       | Nana arancione       | 1 (b)                        |
| HD 75898          | 08h 53m 51s                              | +33° 03′ 25″                             | 8,04        | Nana gialla          | 1 (b)                        |
| HD 48948          | 06h 49m 58s                              | +60° 20′ 15″                             | 8,58        | Nana arancione       | 3 (b, c, d)                  |